# 오시로 유토
오시로 유토(일본어: 大城 佑斗, 1996년 10월 19일~)는 일본의 축구 선수이다.

## 구단 경력
그는 2019년 J3리그의 AC 나가노 파르세이루에 입단했다. 2020년까지 37경기에 출전하여, 2득점을 넣었다. 2021년 오키나와 SV로 이적했다. 2024년까지 71경기에 출전하여, 11득점을 넣었다. 2025년 FC 마루야스 오카자키로 이적했다.